# Aznauri
Aznauri és un grau de noblesa de Geòrgia, associat antigament a la possessió d'hisendes i terres de gran extensió o en gran nombre. Eren una aristocràcia amb un gran poder com a conjunt però poc poder individualment.
Dintre de la noblesa georgiana els aznauris ocupen el penúltim esgraó només seguit dels nobles de família.